# Jaderná energetika v Rusku

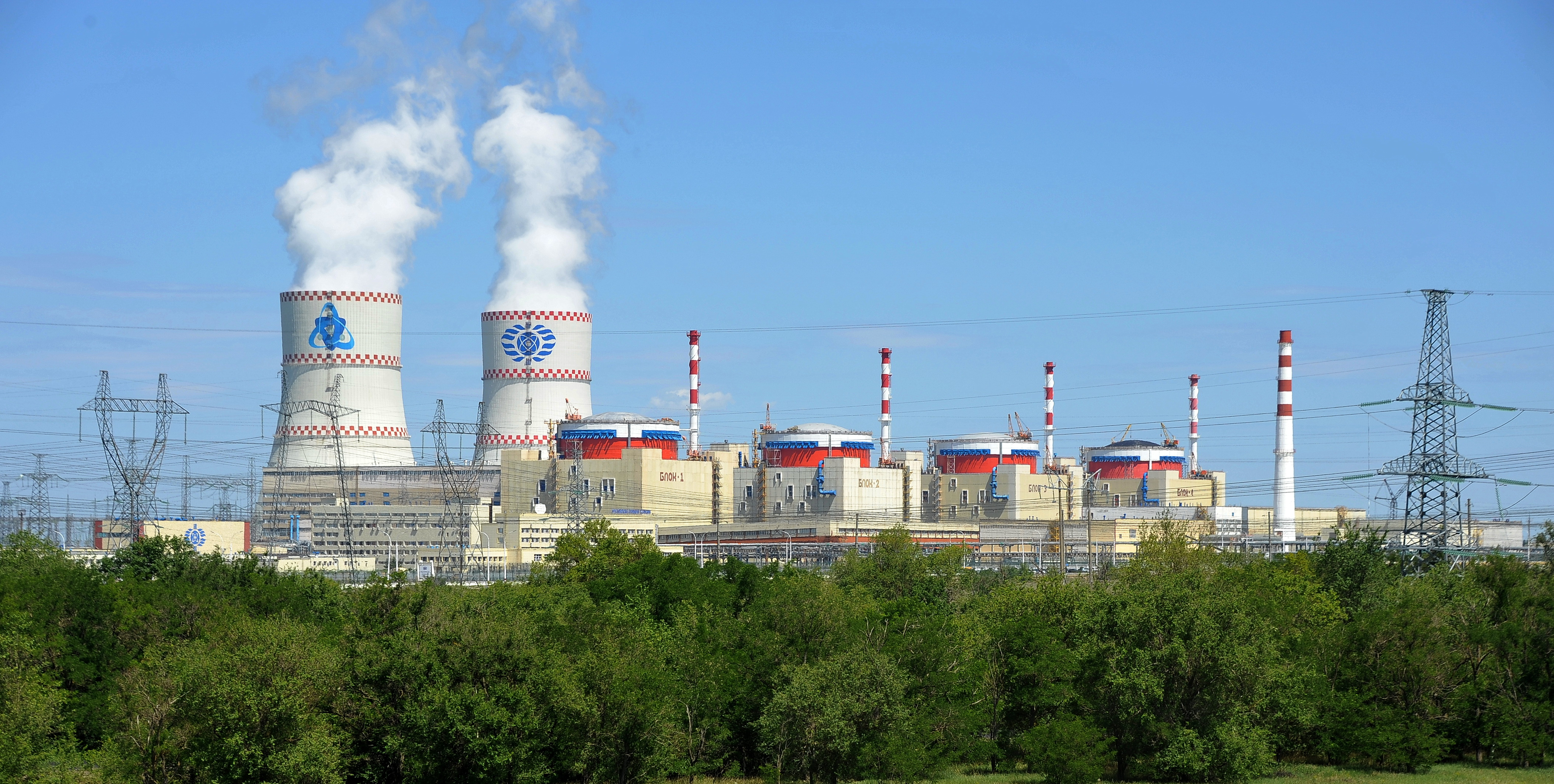
Rostovská jaderná elektrárna

Jaderná energetika v Rusku se v roce 2020 zasloužila o 20,3% veškeré vyrobené elektrické energie v zemi. Celková instalovaná jaderná kapacita činila v prosinci 2020 29,4 GW. V zemi se nachází 36 komerčních provozovaných reaktorů, 11 komerčních reaktorů mimo provoz, 17 komerčních reaktorů nedokončených a 3 komerční reaktory ve výstavbě (4 s jedním, kde je výstavba dočasně zastavena).

## Přehled

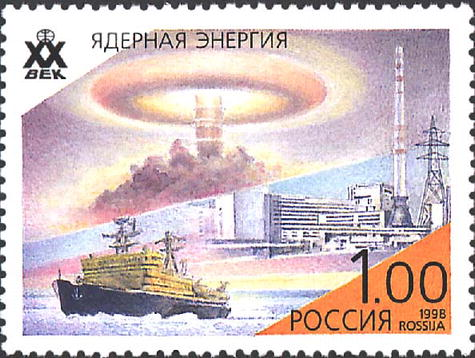
Ruská poštovní známka z roku 1998 s motivem jaderné energie v Rusku

V souladu s legislativou přijatou v roce 2001 jsou všechny ruské civilní reaktory provozovány společností Rosenergoatom. 
Ruský jaderný průmysl zaměstnává kolem 200 000 lidí. Rusko je uznáváno pro své odborné znalosti v oblasti jaderných katastrof a pro bezpečnost své technologie.
Prostřednictvím svého členství v mezinárodním projektu ITER se Rusko podílí na návrhu fúzních reaktorů.
V roce 2013 Rusko vyčlenilo 80,6 miliardy rublů (2,4 miliardy USD) pro vývoj svého jaderného průmyslu, zejména na exportní projekty, kde ruské společnosti staví, vlastní a provozují elektrárnu, jako je Jaderná elektrárna Akkuyu.
V roce 2016 byly oznámeny původní plány postavit do roku 2030 11 nových jaderných reaktorů, včetně prvního VVER-600 – menší verze VVER-1200 se dvěma chladicími okruhy, určený pro menší regiony. V Krasnojarském kraji byly rovněž schváleny rámcové plány pro zařízení úložiště nízko a středně aktivního odpadu a zařízení pro hlubinné ukládání vysoce radioaktivního odpadu.
V říjnu 2017 bylo oznámeno, že Rosatom zvažuje odložení zprovoznění nových jaderných elektráren v Rusku z důvodu nadměrné výrobní kapacity a toho, že ceny nové jaderné elektřiny jsou vyšší než u stávající elektrárny. Ruská vláda zvažovala snížení podpory pro nové jaderné elektrárny.
Ruská první plovoucí jaderná elektrárna Akademik Lomonosov je postavena tak, aby dodávala energii městům v Beringově průlivu. Tento projekt využívá malé modulární reaktory (SMR).
Atomstrojexport (dceřiná společnost společnosti Rosatom) aktuálně (2022) nabízí veškerým zájemcům VVER-1200 jako vlajkovou loď, případně modernizovaný VVER-1000.
V srpnu 2024 bylo vládou oznámeno, že se plánuje do roku 2042 vybudovat až 28,5 GW nové jaderné kapacity. Mezi nové plánované elektrárny patří například Reftinsk ve Sverdlovské oblasti, Novočerkassk v Rostovské oblasti, Chabarovsk v Chabarovském kraji a poté návrat k některým starším plánům, například Primorsk v Přímořském kraji. Dále se zvažuje vybudovat nové jaderné elektrárny v oblasti Uralu a na Sibiři v Tomské a Čeljabinské oblasti a poté Čukotka a Jakutsko.

## Seznamy reaktorů

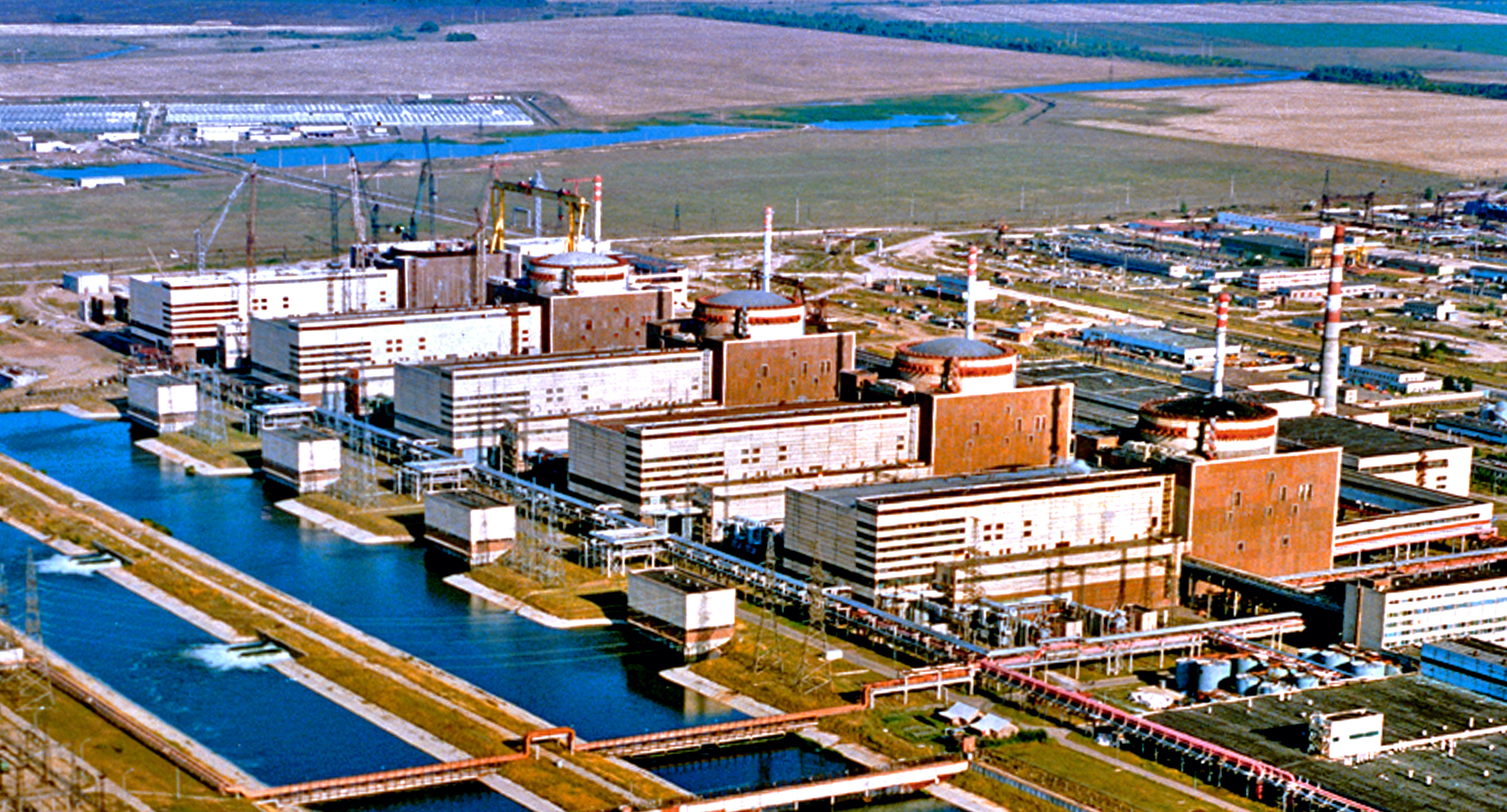
Balakovská jaderná elektrárna

### Seznam komerčních provozovaných reaktorů na území Ruska
| Název              | Umístění      | Typ            | Výkon (MWe) | Uvedení do provozu | Poznámky                                                                  |
| ------------------ | ------------- | -------------- | ----------- | ------------------ | ------------------------------------------------------------------------- |
| Akademik Lomonosov | Plovoucí      | KLT-40S        | 32          | 2019               | První plovoucí jaderná elektrárna v Rusku                                 |
| Akademik Lomonosov | Plovoucí      | KLT-40S        | 32          | 2019               | První plovoucí jaderná elektrárna v Rusku                                 |
| Balakovo           | Balakovo      | VVER-1000/320  | 1000        | 1986               |                                                                           |
| Balakovo           | Balakovo      | VVER-1000/320  | 1000        | 1988               |                                                                           |
| Balakovo           | Balakovo      | VVER-1000/320  | 1000        | 1989               |                                                                           |
| Balakovo           | Balakovo      | VVER-1000/320  | 1000        | 1993               |                                                                           |
| Bělojarsk          | Bělojarsk     | BN-600         | 600         | 1981               |                                                                           |
| Bělojarsk          | Bělojarsk     | BN-800         | 800         | 2015               |                                                                           |
| Bilibino           | Bilibino      | EGP-6          | 11          | 1975               |                                                                           |
| Bilibino           | Bilibino      | EGP-6          | 11          | 1976               |                                                                           |
| Bilibino           | Bilibino      | EGP-6          | 11          | 1977               |                                                                           |
| Kalinin            | Udomlja       | VVER-1000/338  | 1000        | 1985               |                                                                           |
| Kalinin            | Udomlja       | VVER-1000/338  | 1000        | 1987               |                                                                           |
| Kalinin            | Udomlja       | VVER-1000/320  | 1000        | 2005               |                                                                           |
| Kalinin            | Udomlja       | VVER-1000/320  | 1000        | 2012               | Reaktor obsahující tlakovou nádobu vyrobenou v roce 1989 v Československu |
| Kola               | Polyarne Zori | VVER-440/230   | 440         | 1973               |                                                                           |
| Kola               | Polyarne Zori | VVER-440/230   | 440         | 1975               |                                                                           |
| Kola               | Polyarne Zori | VVER-440/213   | 440         | 1982               |                                                                           |
| Kola               | Polyarne Zori | VVER-440/213   | 440         | 1984               |                                                                           |
| Kursk              | Kurčatov      | RBMK-1000      | 1000        | 1984               |                                                                           |
| Kursk              | Kurčatov      | RBMK-1000      | 1000        | 1986               |                                                                           |
| Leningrad          | Sosnovyj Bor  | RBMK-1000      | 1000        | 1980               |                                                                           |
| Leningrad          | Sosnovyj Bor  | RBMK-1000      | 1000        | 1981               |                                                                           |
| Leningrad II       | Sosnovyj Bor  | VVER-1200/491  | 1200        | 2018               |                                                                           |
| Leningrad II       | Sosnovyj Bor  | VVER-1200/491  | 1200        | 2021               |                                                                           |
| Novovoroněž        | Novovoroněž   | VVER-440/179   | 440         | 1973               |                                                                           |
| Novovoroněž        | Novovoroněž   | VVER-1000/187  | 1000        | 1981               |                                                                           |
| Novovoroněž II     | Novovoroněž   | VVER-1200/392M | 1200        | 2017               |                                                                           |
| Novovoroněž II     | Novovoroněž   | VVER-1200/392M | 1200        | 2019               |                                                                           |
| Rostov             | Volgodonsk    | VVER-1000/320  | 1000        | 2001               |                                                                           |
| Rostov             | Volgodonsk    | VVER-1000/320  | 1000        | 2010               |                                                                           |
| Rostov             | Volgodonsk    | VVER-1000/320  | 1000        | 2014               |                                                                           |
| Rostov             | Volgodonsk    | VVER-1000/320  | 1000        | 2018               |                                                                           |
| Smolensk           | Desnogorsk    | RBMK-1000      | 1000        | 1983               |                                                                           |
| Smolensk           | Desnogorsk    | RBMK-1000      | 1000        | 1985               |                                                                           |
| Smolensk           | Desnogorsk    | RBMK-1000      | 1000        | 1990               | Poslední dokončený reaktor v Sovětském svazu                              |

### Seznam komerčních reaktorů na území Ruska trvale mimo provoz
| Název       | Umístění     | Typ          | Výkon (MWe) | Uvedení do provozu | Odstavení | Poznámky |
| ----------- | ------------ | ------------ | ----------- | ------------------ | --------- | -------- |
| Bělojarsk   | Bělojarsk    | AMB-100      | 100         | 1964               | 1983      |          |
| Bělojarsk   | Bělojarsk    | AMB-200      | 200         | 1969               | 1990      |          |
| Bilibino    | Bilibino     | EGP-6        | 11          | 1974               | 2019      |          |
| Kursk       | Kurčatov     | RBMK-1000    | 1000        | 1977               | 2021      |          |
| Kursk       | Kurčatov     | RBMK-1000    | 1000        | 1979               | 2024      |          |
| Leningrad   | Sosnovyj Bor | RBMK-1000    | 1000        | 1974               | 2018      |          |
| Leningrad   | Sosnovyj Bor | RBMK-1000    | 1000        | 1976               | 2020      |          |
| Novovoroněž | Novovoroněž  | VVER-210     | 210         | 1964               | 1988      |          |
| Novovoroněž | Novovoroněž  | VVER-365     | 365         | 1970               | 1990      |          |
| Novovoroněž | Novovoroněž  | VVER-440/179 | 440         | 1972               | 2016      |          |
| Obninsk     | Obninsk      | AM-1         | 5           | 1954               | 2002      |          |

### Seznam komerčních reaktorů na území Ruska ve výstavbě
| Název               | Umístění    | Typ           | Výkon (MWe) | Začátek výstavby | Uvedení do provozu   | Poznámky |
| ------------------- | ----------- | ------------- | ----------- | ---------------- | -------------------- | -------- |
| Kaliningrad         | Kaliningrad | VVER-1200/491 | 1200        | 2012             | Výstavba pozastavena |          |
| Kaliningrad         | Kaliningrad | VVER-1200/491 | 1200        | -                | Výstavba pozastavena |          |
| Kursk II            | Kurčatov    | VVER-TOI      | 1300        | 2018             | 2024                 |          |
| Kursk II            | Kurčatov    | VVER-TOI      | 1300        | 2019             | 2025                 |          |
| Seversk (BREST-300) | Seversk     | BREST-300     | 300         | 2021             | 2026                 |          |

### Seznam nedokončných komerčních reaktorů na území Ruska
| Název        | Umístění                      | Typ           | Výkon (MWe)  | Zastavení stavby | Poznámky |
| ------------ | ----------------------------- | ------------- | ------------ | ---------------- | -------- |
| Balakovo     | Balakovo                      | VVER-1000/320 | 1000         | 1990             |          |
| Balakovo     | Balakovo                      | VVER-1000/320 | 1000         | 1990             |          |
| Baškortostán | Baškirská autonomní republika | VVER-1000/320 | 1000         | 1990             |          |
| Baškortostán | Baškirská autonomní republika | VVER-1000/320 | 1000         | 1990             |          |
| Baškortostán | Baškirská autonomní republika | VVER-1000/320 | 1000         | 1990             |          |
| Baškortostán | Baškirská autonomní republika | VVER-1000/320 | 1000         | 1990             |          |
| Gorky        | Gorky                         | AST-500       | Výroba tepla | 1990             |          |
| Gorky        | Gorky                         | AST-500       | Výroba tepla | 1990             |          |
| Kostroma     | Kostroma                      | RBMKP-2400    | 2400         | 1986             |          |
| Kostroma     | Kostroma                      | RBMKP-2400    | 2400         | 1986             |          |
| Kursk        | Kurčatov                      | RBMK-1000     | 1000         | 2012             |          |
| Kursk        | Kurčatov                      | RBMK-1000     | 1000         | 1993             |          |
| Smolensk     | Desnogorsk                    | RBMK-1000     | 1000         | 1993             |          |
| Tatarstán    | Autonomní republika Tatarstán | VVER-1000/320 | 1000         | 1990             |          |
| Tatarstán    | Autonomní republika Tatarstán | VVER-1000/320 | 1000         | 1990             |          |
| Tatarstán    | Autonomní republika Tatarstán | VVER-1000/320 | 1000         | 1990             |          |
| Tatarstán    | Autonomní republika Tatarstán | VVER-1000/320 | 1000         | 1990             |          |
| Voroněž      | Voroněž                       | AST-500       | Výroba tepla | 1990             |          |
| Voroněž      | Voroněž                       | AST-500       | Výroba tepla | 1990             |          |